# Победници светских првенстава у атлетици на отвореном
У табели Победници светских првенстава у атлетици на отвореном за мушкарце су приказане 24 дисциплине које су тренутно на програму Светских првенстава у атлетици на отвореном.